# Guillaume Julia
Guillaume Julia (Sant Llorenç de Cerdans, Vallespir, 2 de novembre de 1900 - Montpeller, 16 de desembre de 1976) va ser un mestre, militant associatiu i polític nord-català. Va ocupar diversos càrrecs polítics lligats a Sant Llorenç de Cerdans com a radical socialista, petainista i comunista, successivament.
Va néixer en una família modesta de classe obrera. Va estudiar a l'Escola Normal de Perpinyà de 1916 a 1919, però va acabar treballant al seu poble en una empresa d'espardenyes. El 1923 es va casar amb Marie Gourdiole i el 1924 començà a treballar com a mestre a l'escola de Sant Llorenç de Cerdans, feina que exercirà fins a la seva jubilació el 1959.
Durant els anys 1920, Guillaume Julia es va implicar en la vida cultural, associativa i sindical de Sant Llorenç de Cerdans. Es va afiliar a la SFIO, però després es va afiliar al Partit Radical Socialista. La seva activitat es va reduir en la dècada de 1930. Després de l'aiguat de 1940 va sol·licitar emetre un informe sobre la inundació, es va involucrar molt i esdevindrà una font important per al coneixement d'aquest fenomen. També recolza activament el nou règim del mariscal Pétain, convertint-se en secretari local de la Legió Francesa de Combatents (LCF).
Després de l'Alliberament, Julia fou protegit pel seu cosí Guillaume Saquer, nomenat alcalde de Sant Llorenç de Cerdans pel Comitè d'Alliberament. El 1946 es va adherir al Partit Comunista Francès (PCF), del que n'esdevingué un dels dirigents locals. Es dedicà a l'estudi del marxisme i fou elegit alcalde del municipi en 1947, batent l'alcalde sortint, el seu cosí SFIO Guillaume Saquer. Serà reelegit regularment cada sis anys fins 1971, quan fou batut per una llista de dreta. El 1949, endemés, fou elegit a la primera volta conseller general del cantó de Prats de Molló i la Presta. Fou derrotat en 1955 per Paul Alduy, però fou reelegit en 1959, 1961 i 1967. Ja no es va presentar en 1973, en benefici del seu camarada comunista Joseph Albert.
Va morir d'una crisi cardíaca a Montpeller, durant les festes de Nadal, on hi havia anat a visitar la seva filla, mentre participava disfressat de pare Nadal en un espectacle infantil.